# Iouri Motchanov
Iouri Alekseïevitch Motchanov (en russe : Юрий Алексеевич Мочанов), né le 8 novembre 1934 à Leningrad et mort le 20 octobre 2020 à Kiev, est un archéologue russe.

## Carrière
Iouri Motchanov a découvert des outils en pierre dans le Diring Yuriaj, en Sibérie, que la datation par thermoluminescence fit remonter de 260 000 à 370 000 avant notre ère. Cette découverte fut source de nombreuses polémiques[évasif].

## Ouvrages
Dans son ouvrage En Sibérie, l'auteur anglais Colin Thubron relate sa rencontre avec Iouri Motchanov.